# Amblyraja jenseni
Amblyraja jenseni är en rockeart som först beskrevs av Bigelow och Schroeder 1950.  Amblyraja jenseni ingår i släktet trubbnosrockor, och familjen egentliga rockor. IUCN kategoriserar arten globalt som livskraftig. Inga underarter finns listade i Catalogue of Life.